# Équipe de France de rugby à XV à la Coupe du monde 2015
L'équipe de France de rugby à XV participe à la Coupe du monde de rugby à XV 2015, pour la huitième fois en autant d'éditions.

## Les sélectionnés

### Liste originelle
Le sélectionneur Philippe Saint-André annonce le 19 mai 2015 une liste de 36 joueurs. 
Il ajoute même un 37e joueur, Jules Plisson ; or l'encadrement de l'équipe de France ne connaît pas bien le règlement puisqu'une convention liant la Fédération française de rugby à XV (FFR) et la Ligue nationale de rugby (LNR) limite le nombre de joueurs à 36. Jules Plisson ne peut pas participer au stage préparatoire, ni disputer les matches amicaux.  

#### Avants
| Nom                     | Naissance        | Sélections (Pts marqués) | Club                  | Année de 1re sélection |         |
| Piliers                 | Piliers          | Piliers                  | Piliers               | Piliers                | Piliers |
| ----------------------- | ---------------- | ------------------------ | --------------------- | ---------------------- | ------- |
| Uini Atonio             | 26 mars 1990     | 7 (0)                    | Stade rochelais       | 2014                   |         |
| Eddy Ben Arous          | 25 août 1985     | 5 (0)                    | Racing 92             | 2013                   |         |
| Xavier Chiocci          | 13 février 1990  | 3 (0)                    | RC Toulon             | 2014                   |         |
| Vincent Debaty          | 2 octobre 1981   | 29 (5)                   | ASM Clermont Auvergne | 2006                   |         |
| Nicolas Mas             | 23 mai 1980      | 78 (0)                   | Montpellier HR        | 2003                   |         |
| Rabah Slimani           | 18 octobre 1989  | 15 (0)                   | Stade français        | 2013                   |         |
| Talonneur               |                  |                          |                       |                        |         |
| Guilhem Guirado         | 17 juin 1986     | 31 (5)                   | RC Toulon             | 2008                   |         |
| Benjamin Kayser         | 26 juillet 1984  | 32 (10)                  | ASM Clermont Auvergne | 2008                   |         |
| Dimitri Szarzewski      | 26 janvier 1983  | 79 (35)                  | Racing 92             | 2004                   |         |
| Deuxièmes ligne         |                  |                          |                       |                        |         |
| Alexandre Flanquart     | 9 octobre 1989   | 12 (0)                   | Stade français        | 2013                   |         |
| Yoann Maestri           | 14 janvier 1988  | 36 (5)                   | Stade toulousain      | 2012                   |         |
| Pascal Papé             | 5 octobre 1980   | 59 (20)                  | Stade français        | 2004                   |         |
| Sébastien Vahaamahina   | 21 octobre 1991  | 15 (0)                   | ASM Clermont Auvergne | 2012                   |         |
| Troisièmes ligne aile   |                  |                          |                       |                        |         |
| Thierry Dusautoir       | 18 novembre 1981 | 75 (30)                  | Stade toulousain      | 2006                   |         |
| Bernard Le Roux         | 4 juin 1989      | 16 (0)                   | Racing 92             | 2013                   |         |
| Yannick Nyanga          | 19 décembre 1983 | 40 (25)                  | Racing 92             | 2004                   |         |
| Fulgence Ouedraogo      | 21 juillet 1986  | 36 (5)                   | Montpellier HR        | 2007                   |         |
| Troisièmes ligne centre |                  |                          |                       |                        |         |
| Damien Chouly           | 27 novembre 1985 | 29 (5)                   | ASM Clermont Auvergne | 2007                   |         |
| Loann Goujon            | 23 avril 1989    | 5 (0)                    | Stade rochelais       | 2015                   |         |
| Louis Picamoles         | 5 février 1986   | 44 (30)                  | Stade toulousain      | 2008                   |         |

#### Arrières
| Nom                     | Naissance         | Sélections (Pts marqués) | Club                  | Année de 1re sélection |                |
| Demis de mêlée          | Demis de mêlée    | Demis de mêlée           | Demis de mêlée        | Demis de mêlée         | Demis de mêlée |
| ----------------------- | ----------------- | ------------------------ | --------------------- | ---------------------- | -------------- |
| Rory Kockott            | 25 juin 1986      | 7 (11)                   | Castres olympique     | 2014                   |                |
| Morgan Parra            | 15 novembre 1988  | 59 (325)                 | ASM Clermont Auvergne | 2008                   |                |
| Sébastien Tillous-Borde | 29 avril 1985     | 14 (15)                  | RC Toulon             | 2008                   |                |
| Demis d'ouverture       |                   |                          |                       |                        |                |
| Frédéric Michalak       | 16 octobre 1982   | 71 (377)                 | RC Toulon             | 2001                   |                |
| Rémi Talès              | 2 mai 1984        | 16 (0)                   | Racing 92             | 2013                   |                |
| François Trinh-Duc      | 11 novembre 1986  | 49 (70)                  | Montpellier HR        | 2008                   |                |
| Centres                 |                   |                          |                       |                        |                |
| Mathieu Bastareaud      | 17 septembre 1988 | 33 (15)                  | RC Toulon             | 2009                   |                |
| Alexandre Dumoulin      | 24 août 1989      | 2 (0)                    | Racing 92             | 2014                   |                |
| Gaël Fickou             | 26 mars 1994      | 11 (5)                   | Stade toulousain      | 2013                   |                |
| Wesley Fofana           | 20 janvier 1988   | 33 (55)                  | ASM Clermont Auvergne | 2012                   |                |
| Rémi Lamerat            | 14 janvier 1990   | 6 (0)                    | Castres olympique     | 2014                   |                |
| Ailiers - Arrières      |                   |                          |                       |                        |                |
| Brice Dulin             | 13 avril 1990     | 19 (23)                  | Racing 92             | 2012                   |                |
| Sofiane Guitoune        | 27 mars 1989      | 3 (5)                    | Union Bordeaux Bègles | 2013                   |                |
| Yoann Huget             | 2 juin 1987       | 38 (30)                  | Stade toulousain      | 2010                   |                |
| Noa Nakaitaci           | 11 juillet 1990   | 2 (5)                    | ASM Clermont Auvergne | 2015                   |                |
| Scott Spedding          | 4 mai 1986        | 7 (3)                    | Aviron bayonnais      | 2014                   |                |

### Liste définitive
La liste définitive doit intervenir, suivant l'accord entre la Fédération française et la Ligue nationale de rugby (LNR), le 16 août. Cette date est alors choisie pour permettre aux joueurs non retenus d'être disponible pour le début du Top 14, les deux matches de préparation face à l'Angleterre étant prévus avant. Avec la modification des dates des rencontres face aux Anglais, le sélectionneur Philippe Saint-André déclare que l'annonce de sa sélection se fera au lendemain de la deuxième rencontre, le 23 août. Il annonce ce jour-là sa sélection de 31 joueurs. François Trinh-Duc, Rémi Lamerat, Xavier Chiocci, Sébastien Vahaamahina et Loann Goujon sont les cinq joueurs écartés du groupe tricolore en vue de la Coupe du monde. 
Le lendemain du premier match de l'équipe de France face à l'Italie, Rémy Grosso est appelé par le sélectionneur français Philippe Saint-André pour pallier le forfait de Yoann Huget, blessé lors de cette rencontre.
| Entraîneur | Entraîneur             | Philippe Saint-André                                                    |
| Avants     | Pilier                 | Uini Atonio, Eddy Ben Arous, Vincent Debaty, Nicolas Mas, Rabah Slimani |
| Avants     | Talonneur              | Guilhem Guirado, Benjamin Kayser, Dimitri Szarzewski                    |
| Avants     | Deuxième ligne         | Alexandre Flanquart, Yoann Maestri, Pascal Papé                         |
| Avants     | Troisième ligne aile   | Thierry Dusautoir , Bernard Le Roux, Yannick Nyanga, Fulgence Ouedraogo |
| Avants     | Troisième ligne centre | Damien Chouly, Louis Picamoles                                          |
| Arrières   | Demi de mêlée          | Rory Kockott, Morgan Parra, Sébastien Tillous-Borde                     |
| Arrières   | Demi d'ouverture       | Frédéric Michalak, Rémi Talès                                           |
| Arrières   | Centre                 | Mathieu Bastareaud, Alexandre Dumoulin, Gaël Fickou, Wesley Fofana      |
| Arrières   | Ailier                 | Rémy Grosso, Sofiane Guitoune, Yoann Huget , Noa Nakaitaci              |
| Arrières   | Arrière                | Brice Dulin, Scott Spedding                                             |

## L'encadrement[6]
- Serge Blanco - Vice-président de la Fédération française de rugby
- Jean Dunyach – Vice-président responsable du haut-niveau
- Antoine Marin – Responsable opérationnel
- Philippe Saint-André - Sélectionneur, manager et entraîneur en chef
- Yannick Bru – Entraineur adjoint responsable des avants
- Patrice Lagisquet – Entraineur adjoint responsable des arrières
- Julien Deloire – Responsable préparation physique
- Robin Ladauge – Assistant préparation physique
- Bruno Dalla Riva – Assistant préparation physique
- Akvsenti Giorgadze – Spécialiste lanceurs en touche
- Romain Teulet – Entraineur adjoint des buteurs
- Christian Ramos – Responsable préparation mentale

## Stage de préparation
La préparation  se déroule en plusieurs lieux avec différents blocs (préparation physique et psychologique, rugby).
La première partie de la préparation se déroulant au Centre national du rugby - CNR de Marcoussis, se concentre sur la préparation physique et les tests de forme du 6 au 14 juillet. Un deuxième stage se déroule en altitude à Tignes du 15 au 25 juillet. Il permet de poursuivre la préparation physique et commence à intégrer des exercices de rugby. Il comprend une activité de cohésion pour souder le groupe (bivouac en altitude).
Après quelques jours de coupure, les joueurs retrouvent le CNR de Marcoussis du 31 juillet au 7 août. Ils rejoignent ensuite Saint-Laurent-de-Cerdans au domaine de Falgos (Pyrénées-Orientales), pour un deuxième stage en altitude du 8 au 12 août.
Du 13 août au 12 septembre, la dernière phase se déroule au CNR et inclut des matches amicaux et un déplacement à Londres du 13 au 16 août.
Les joueurs sélectionnés bénéficient d'une petite semaine de vacances du 23 au 29 août afin de retrouver leur famille une dernière fois avant la compétition et de satisfaire des obligations pour leur club.

### Match 1
| 15 août 2015 21h00 CET | Angleterre | 19 - 14 (12-9) | France                                                        | Stade de Twickenham, Grand Londres Arbitre : John Lacey ( Irlande) |
| 15 août 2015 21h00 CET | Essai(s) : Watson (11e, 18e), May (46e) Transformation(s) : Farrell (13e, 47e) Carton(s) jaune(s) : Burgess (36e), Clark (54e) |                | Essai(s) : Ouedraogo (61e) Pénalité(s) : Parra (7e, 26e, 33e) | Stade de Twickenham, Grand Londres Arbitre : John Lacey ( Irlande) |
| 15 août 2015 21h00 CET | |                |                                                               | Stade de Twickenham, Grand Londres Arbitre : John Lacey ( Irlande) |

| Angleterre Titulaires Alex Goode 15 Anthony Watson 14 Henry Slade 13 Sam Burgess 12 Jonny May 11 Owen Farrell 10 Richard Wigglesworth 9 Ben Morgan 8 Calum Clark 7 Tom Wood (cap) 6 Geoff Parling 5 George Kruis 4 Kieran Brookes 3 Rob Webber 2 Mako Vunipola 1 Remplaçants 16 Luke Cowan-Dickie 17 Alex Corbisiero 18 David Wilson 19 Dave Attwood 20 James Haskell 21 Danny Care 22 Danny Cipriani 23 Billy Twelvetrees Entraîneur Stuart Lancaster |  |  |  | France Titulaires 15 Scott Spedding 14 Sofiane Guitoune 13 Rémi Lamerat 12 Alexandre Dumoulin 11 Brice Dulin 10 François Trinh-Duc 9 Morgan Parra 8 Louis Picamoles 7 Fulgence Ouedraogo 6 Yannick Nyanga 5 Alexandre Flanquart 4 Yoann Maestri 3 Nicolas Mas 2 Dimitri Szarzewski (cap) 1 Vincent Debaty Remplaçants 16 Guilhem Guirado 17 Uini Atonio 18 Xavier Chiocci 19 Sébastien Vahaamahina 20 Rory Kockott 21 Rémi Talès 22 Loann Goujon 23 Gaël Fickou Entraîneur Philippe Saint-André |

### Match 2
| 22 août 2015 21h00 CET | France | 25 - 20 (15-6) | Angleterre                                                                                                | Stade de France, Saint-Denis 65 000 spectateurs Arbitre : Jaco Peyper ( Afrique du Sud) |
| 22 août 2015 21h00 CET | Essai(s) : Huget (46e) Transformation(s) : Michalak (48e) Pénalité(s) : Spedding (3e), Michalak (11e, 17e, 26e, 34e, 67e) |                | Essai(s) : Cipriani (72e), Joseph (78e) Transformation(s) : Ford (73e, 79e) Pénalité(s) : Ford (28e, 39e) | Stade de France, Saint-Denis 65 000 spectateurs Arbitre : Jaco Peyper ( Afrique du Sud) |
| 22 août 2015 21h00 CET | |                | | Stade de France, Saint-Denis 65 000 spectateurs Arbitre : Jaco Peyper ( Afrique du Sud) |

| France Titulaires Scott Spedding 15 Yoann Huget 14 Wesley Fofana 13 Mathieu Bastareaud 12 Noa Nakaitaci 11 Frédéric Michalak 10 Sébastien Tillous-Borde 9 Louis Picamoles 8 Damien Chouly 7 Bernard Le Roux 6 Pascal Papé (cap) 5 Yoann Maestri 4 Rabah Slimani 3 Guilhem Guirado 2 Eddy Ben Arous 1 Remplaçants 16 Benjamin Kayser 17 Vincent Debaty 18 Uini Atonio 19 Alexandre Flanquart 20 Yannick Nyanga 21 Rory Kockott 22 Rémi Tales 23 Gaël Fickou Entraîneur Philippe Saint-André |  |  |  | Angleterre Titulaires 15 Mike Brown 14 Jack Nowell 13 Jonathan Joseph 12 Luther Burrell 11 Jonny May 10 George Ford 9 Ben Youngs 8 Billy Vunipola 7 Chris Robshaw (cap) 6 James Haskell 5 Courtney Lawes 4 Joe Launchbury 3 Dan Cole 2 Tom Youngs 1 Joe Marler Remplaçants 16 Jamie George 17 Mako Vunipola 18 David Wilson 19 Dave Attwood 20 Nick Easter 21 Danny Care 22 Danny Cipriani 23 Billy Twelvetrees Entraîneur Stuart Lancaster |

### Match 3
| 5 septembre 2015 21h00 CET | France | 19 - 16 (6-9) | Écosse                                                                                          | Stade de France, Saint-Denis Arbitre : Wayne Barnes ( Angleterre) |
| 5 septembre 2015 21h00 CET | Essai(s) : Nakaitaci (73e) Transformation(s) : Parra (74e) Pénalité(s) : Michalak (17e, 31e, 44e) Spedding (59e) |               | Essai(s) : Seymour (61e) Transformation(s) : Laidlaw (62e) Pénalité(s) : Laidlaw (9e, 22e, 41e) | Stade de France, Saint-Denis Arbitre : Wayne Barnes ( Angleterre) |
| 5 septembre 2015 21h00 CET | |               |                                                                                                 | Stade de France, Saint-Denis Arbitre : Wayne Barnes ( Angleterre) |

| France Titulaires Scott Spedding 15 Yoann Huget 14 Wesley Fofana 13 Mathieu Bastareaud 12 Noa Nakaitaci 11 Frédéric Michalak 10 Sébastien Tillous-Borde 9 Louis Picamoles 8 Thierry Dusautoir (cap) 7 Damien Chouly 6 Pascal Papé 5 Alexandre Flanquart 4 Rabah Slimani 3 Guilhem Guirado 2 Eddy Ben Arous 1 Remplaçants 16 Dimitri Szarzewski 17 Vincent Debaty 18 Nicolas Mas 19 Bernard Le Roux 20 Yannick Nyanga 21 Morgan Parra 22 Rémi Tales 23 Alexandre Dumoulin Entraîneur Philippe Saint-André |  |  |  | Écosse Titulaires 15 Sean Maitland 14 Tommy Seymour 13 Mark Bennett 12 Matt Scott 11 Tim Visser 10 Finn Russell 9 Greig Laidlaw (cap) 8 David Denton 7 John Hardie 6 Ryan Wilson 5 Jonny Gray 4 Richie Gray 3 Willem Nel 2 Ross Ford 1 Alasdair Dickinson Remplaçants 16 Fraser Brown 17 Gordon Reid 18 Jon Welsh 19 Tim Swinson 20 Alasdair Strokosch 21 Sam Hidalgo-Clyne 22 Duncan Weir 23 Sean Lamont Entraîneur Vern Cotter |

## La Coupe du monde
L'équipe et l'encadrement quittent le CNR et s'installent dans leur camp de base sur le sol anglais : l'hôtel Selsdon Park à Croydon à partir du 12 septembre 2015. Ils profitent des terrains d'entraînement du lycée Trinity tout proche.
La France dispute quatre matches dans la poule D à partir du 19 septembre 2015.

### Matches de poule

#### Match 1
France - Italie

#### Match 2
France - Roumanie

#### Match 3
France - Canada

#### Match 4
France - Irlande

### Phase à élimination directe
Quart de finale Nouvelle-Zélande - France